# Mahmut Tekdemir
Mahmut Tekdemir (sinh 20 tháng 1 năm 1988) là một cầu thủ bóng đá Thổ Nhĩ Kỳ thi đấu ở vị trí trung vệ cho İstanbul Büyükşehir Belediyespor ở TFF First League.
Tekdemir là một cầu thủ trẻ và A2 quốc gia. Anh được triệu tập lần đầu trong trận giao hữu thắng 2-1 trước Luxembourg.